# Maldição

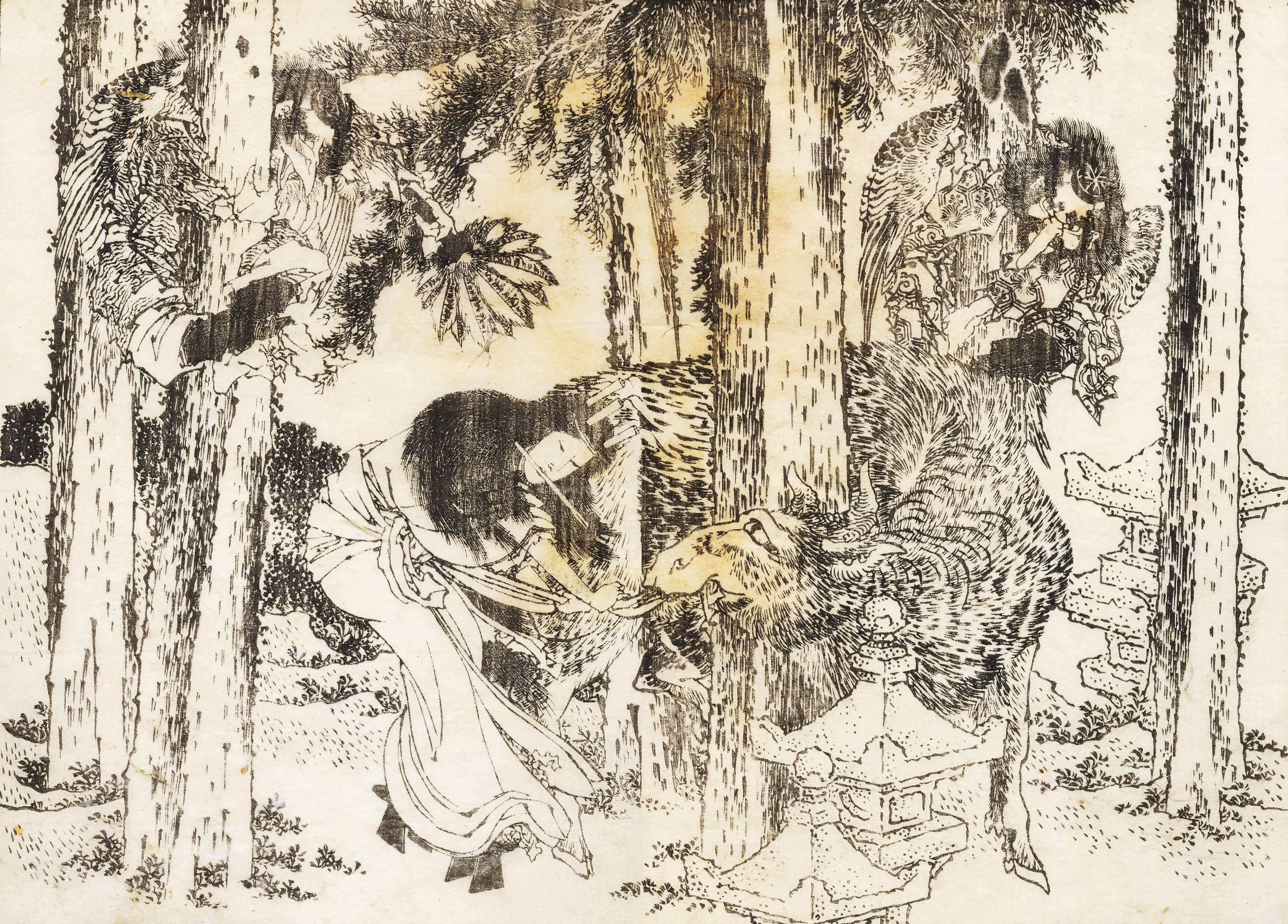
Mulher (supostamente uma sacerdotiza/feiticeira/bruxa) realizando um ritual de criação de maldição (Hokusai)

Uma maldição (também chamada de imprecação, execração, anátema ou cominação expresso, danação) é qualquer desejo de que alguma forma de  adversidade ou infortúnio aconteça ou se apegue a uma ou mais pessoas, um lugar ou um objeto.
Em particular "maldição" pode se referir a tal desejo ou pronunciamento realizado por um poder sobrenatural ou espiritual, como um deus ou deuses, um espírito ou uma  força natural, ou então como uma espécie de feitiço por  magia (geralmente magia negra) ou feitiçaria.
No último sentido uma maldição também pode ser chamada de hexágono  ou azaração. Em muitos sistemas de crenças a própria maldição (ou o ritual  que a acompanha) é considerada como tendo alguma força causadora no resultado. 
Reverter ou eliminar uma maldição às vezes é chamado de "remoção" ou "quebra", pois o feitiço precisa ser dissipado e muitas vezes requer rituais elaborados ou orações.
Existem vários tipos de maldição entre elas existem a maldição mandada e a maldição hereditária.